# Alene B. Duerk

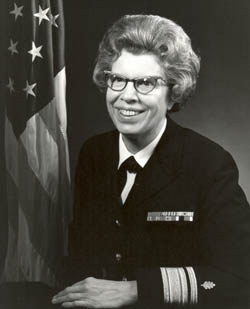
Alene Duerk (um 1970)

Alene Bertha Duerk (* 29. März 1920 in Defiance, Ohio; † 21. Juli 2018) war eine US-amerikanische Militärperson. Sie war der erste weibliche Konteradmiral und Flaggoffizier der United States Navy.

## Leben
Alene B. Duerk wuchs als Tochter von Albert und Emma Duerk in Defiance, Ohio auf. 1941 machte Duerk ihr Nurse-Diploma an der Hospital School of Nursing in Toledo, Ohio, bevor sie 1942 zur United States Navy ging. Nachdem Duerk zum Offizier ernannt worden war und einige Stationen im Sanitätsdienst der Navy durchlaufen hatte (Naval Hospital, Portsmouth, Virginia bzw. Bethesda, Maryland und auf der USS Benevolence), verließ sie die Navy 1946 auf eigenen Wunsch. 
Einige Jahre später studierte Duerk an der Frances Payne Bolton School of Nursing der Case Western Reserve University, Cleveland, Ohio, wo sie 1948 ihren Bachelor of Science in Ward Management and Teaching, Medical and Surgical Nursing erhielt.
Im Juni 1951 wurde Duerk zurück in den aktiven Dienst beordert und ging als Stationsschwester ins Naval Hospital Portsmouth, Virginia. Anschließend folgten Stationen als Ausbilder in der Naval Hospital Corps School, Portsmouth und als Leitende Krankenschwester im US Naval Station Hospital in der Subic-Bucht auf den Philippinen bzw. ab April 1962 als Assistant Chief Nurse des US Naval Hospital in Yokosuka, Japan.
Ab 1970 wurde Duerk zum Director of the Navy Nurse Corps, Bureau of Medicine and Surgery (BUMED) mit gleichzeitiger Beförderung zum Captain ernannt. Auf Beschluss des Kongresses und nach einer Dienstgradreform wurde Duerk mit Wirkung zum 1. Juni 1972 zum Rear Admiral (Konteradmiral) ernannt und somit als erste Frau zum Flaggoffizier befördert.
1975 entließ die Navy Duerk ehrenhaft in den Ruhestand.